# Kursächsische Postmeilensäule Altdöbern

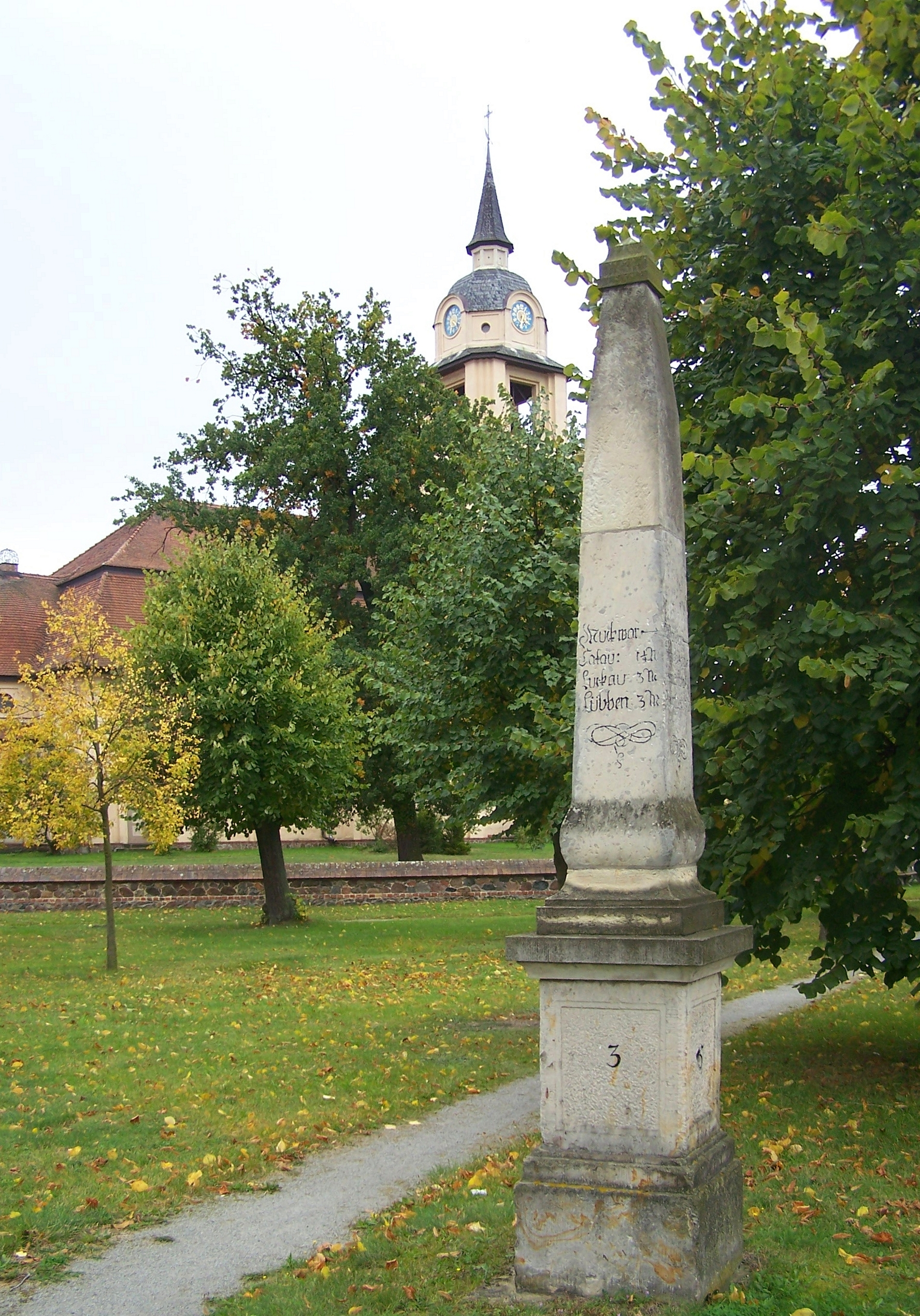
Postmeilensäule am Markt, im Bildhintergrund die Kirche Altdöbern

Die denkmalgeschützte kursächsische Postmeilensäule Altdöbern gehört zu den Postmeilensäulen, die im Auftrag des Kurfürsten Friedrich August I. von Sachsen durch den Land- und Grenzkommissar Adam Friedrich Zürner in der 1. Hälfte des 18. Jahrhunderts im Kurfürstentum Sachsen errichtet worden sind. Sie befindet sich an der nordöstlichen Ecke des Marktes der brandenburgischen Gemeinde Altdöbern im Landkreis Oberspreewald-Lausitz.

## Geschichte
Die Distanzsäule wurde vermutlich 1735 errichtet, als Altdöbern noch über Stadtrechte verfügte und zum Kurfürstentum Sachsen gehörte. Die Säule bekam nach dem Wechsel Altdöberns zum Königreich Preußen (1815) eine abweichende Form, ohne Wappenstück und Posthörner am Schriftteil. Die Entfernungsangaben sind seitdem in preußischen Meilen angegeben und die Jahreszahl steht umlaufend am Postament.
Zwischen 1932 und 1934 wurde die Säule abgetragen und später an der Straßengablung Muckwar-Pritzen aufgestellt. Dort wurde sie 1979 abgebaut, restauriert und am 27. September 1980 auf dem Markt am heutigen Standort wieder aufgestellt.
Nach einer Neubewertung der Forschungsgruppe Kursächsische Postmeilensäulen handelt es sich bei um keine kursächsische Postmeilensäule, sondern um eine Sonderform einer historischen Wegesäule. Es sei ein Nachbau in Form einer Distanzsäule für einen Landschaftsgarten.